# Chapman Entertainment
Chapman Entertainment («Розваги Чепмана») — мультиплікаційна студія, заснована Кітом Чепманом. У 2013 році увійшла до DreamWorks Animation.

## Мультсеріали
- Боб-будівельний — створив Кіт Чепман
- Фіфі і квіткові малюки — створив Кіт Чепман
- Рорі — гоночна тачка — створив Девід Дженкінс
- Раа Раа — галасливий лев — створив Кертіс Джоблінг
- Маленький Ведмідь Чарлі — створив Даніель Пікерінг